# Blahočetovité
Blahočetovité (Araucariaceae) je čeleď exotických jehličnatých stromů z řádu borovicotvarých.

## Rozšíření

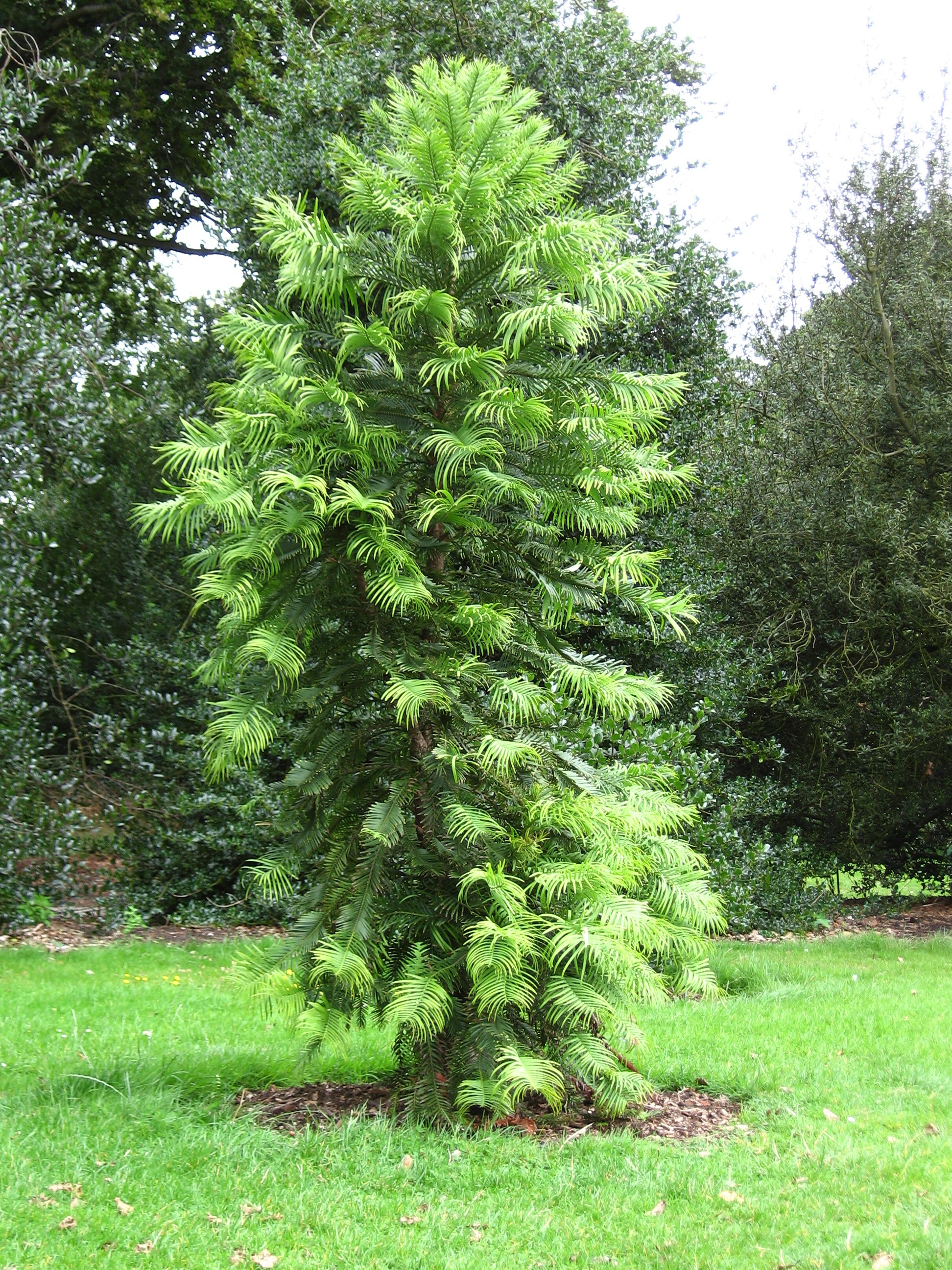
Wollemie vznešená (Wollemia nobilis)

Předchůdci dnešních blahočetovitých vznikli v geologickém období svrchní trias a v období jury a křídy byli rozšířeni po celé zeměkouli. Se změnou klimatu a nástupem přizpůsobivějších druhů zůstalo pro blahočetovité většinou místo jen v rovníkovém, tropickém a subtropickém pásu na jižní polokouli. Rostou v Nové Kaledonii, na ostrově Norfolk, na severu Nového Zélandu, na severovýchodním pobřeží Austrálie, v  Papui Nové Guineji, v Melanésii a téměř v celé Indonésii, kde překračuje areál jejich výskytu rovník a pokračuje na sever do Malajsie a na Filipíny až po 18° severní zeměpisné šířky. Druhý areál výskytu je v Jižní Americe a to v jihovýchodní příbřežní části Brazílie, odkud zasahuje do Uruguaye a na sever Argentiny. Zde roste jen jeden druh, Araucaria angustifolia. Třetí, nejmenší areál, jediný mimo oblast deštných pralesů, se nachází na hranicích Chile s Argentinou. Zde se rovněž vyskytuje pouze jeden druh, a to vážně ohrožený Araucaria araucana.

## Popis
Jsou to stálezelené, jednodomé nebo dvoudomé stromy, obvykle s jedním tlustým kmenem. Bývají vysoké až 60 m, větve mají uspořádány v pravidelných přeslenech. Ve dřevu jsou šestiúhelníkovité tracheidy bez pryskyřičných kanálků. Listy mají jehlicovité, kopinaté až širokého listovitého tvaru, spirálovitě uspořádané nebo křížaté. Jsou nahosemenné, nevytvářejí květy a jejích semena nejsou ukryta v plodech.
Samčí šištice jsou poměrně veliké, válcovité, axiální nebo terminální, jednotlivé nebo ve svazcích, mají spirálovitě uspořádáno až 12 mikrosporangií, která produkují pylová zrna bez vzduchových vaků.
Samičí šištice vyrůstají na terminálních větvích jednotlivě vzpřímeně, semenná šupina šištice obsahuje pouze jedno vajíčko. Za 2 až 3 roky, po dozrání semen se rozpadají. Semena někdy mívají křidélka; klíčí 2 až 4 děložními lístky.
Samičí šištice jsou obecně velikých rozměrů, u blahočetu Bidwillova neotevřená zelená šiška váží cca 4,5 kg, suchá 3,6 kg.

## Použití a význam

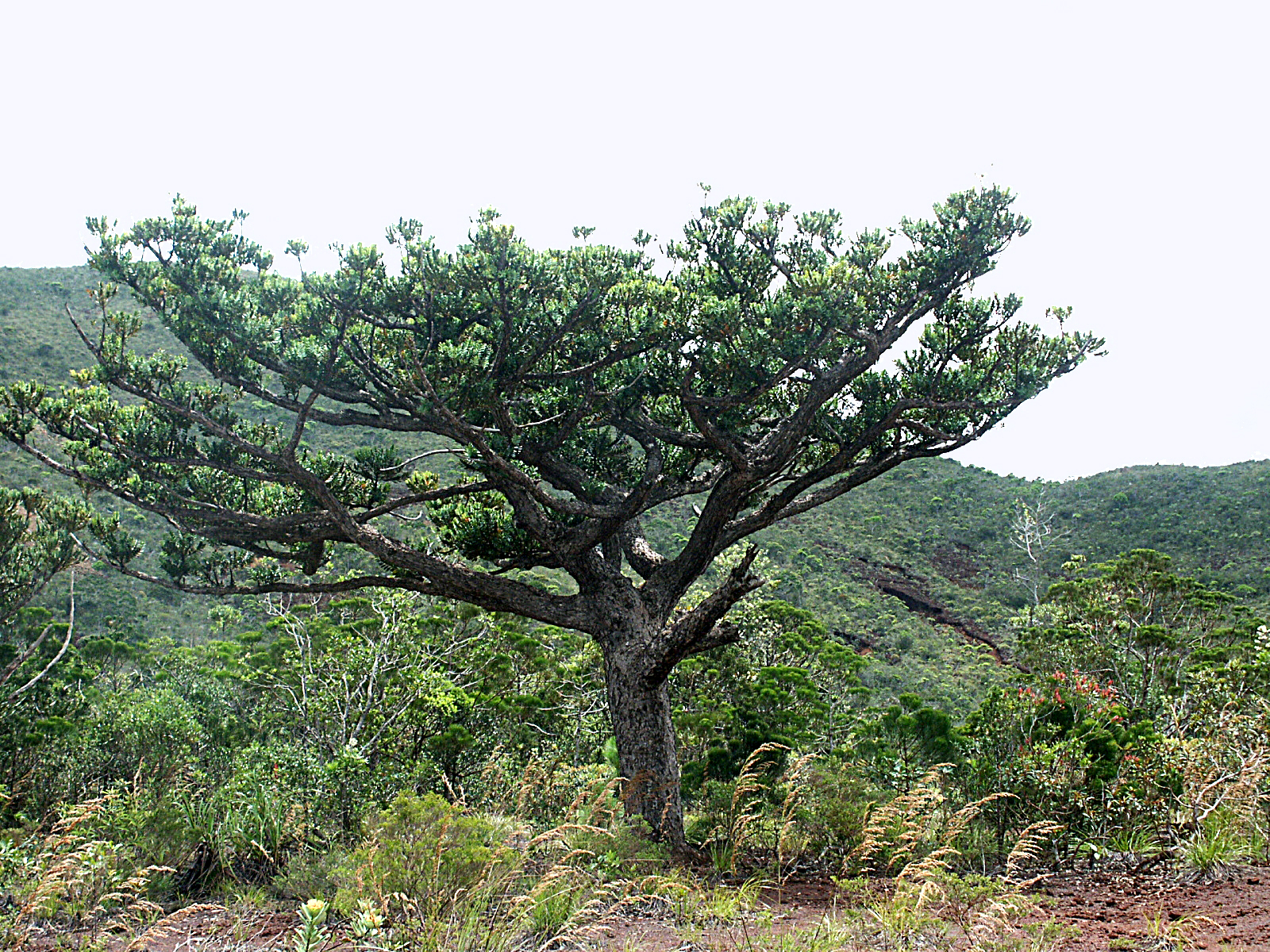
Damaroň (Agathis ovata)

Poskytují kvalitní měkké dřevo světlé barvy, ze kterého se vyrábí nábytek a interiéry domů.
Používají se také jako solitérní rostliny v parcích a pěstují se i v přenosných nádobách. 
Semena některých druhů (např. blahočet Bidwillův) jsou významnou položkou ve stravě místních obyvatel. 

## Taxonomie
Až do roku 1994 měla čeleď blahočetovitých jen dva rody, v tom roce byl ale v jihovýchodní Austrálii objeven nový rod o jednom druhu, pojmenovaný wollemie vznešená, který se tam ve volné přírodě vyskytoval jen asi ve 100 exemplářích. Byl ale úspěšně semeny rozmnožen a nyní se pěstuje v mnoha botanických zahradách po celém světě.
Čeleď blahočetovitých tvoří:
- rod blahočet (Araucaria) Juss., 1789  (19 druhů)
- rod damaroň (Agathis) Salisb., 1807  (21 druhů)
- rod wollemie (Wollemia) W. G. Jones, K. D. Hill et J. M. Allen, 1995  (1 druh)